# Модрачко језеро
Модрачко језеро је акумулационо језеро које се највећим делом налази у општини Лукавац, у Тузланском кантону, удаљено од Тузле око 15 км. Модрачко језеро се простире на око 17 км2 је дуго 12 км, а широко 1600 м, са највећом дубином од 14 м. Језеро је настало вештачким путем тако што је направљена брана на реци Спречи.
Ово језеро привлачили велики број туриста, пре свега због лепо урађене плаже у месној заједници Прокосовићи. Плажа је урађена на дужини од око 1.500 m, где се налазе ресторани, хотели и спортски објекти. На језеру се одржавају и такмичења у риболову, као и низ других културно-спортских манифестација.
Регулисано је као природна баштина руралног дела општина Тузла, затим Лукавца и Живиница. Под заштитом је државе. Заштићено је као баштина хидрографског значаја.